# 格尼拉内市镇
格尼拉内市镇（羅馬化：Opština Gnjilane），是科索沃格尼拉內區的一个市镇，行政中心为格尼拉内。市镇面积为392平方公里，人口数量为90,178人（2011年）。